# Senobasis
Senobasis is een vliegengeslacht uit de familie van de roofvliegen (Asilidae).

## Soorten
- S. aedon (Walker, 1849)
- S. almeidai Carrera, 1946
- S. analis Macquart, 1838
- S. apicalis (Schiner, 1867)
- S. bromleyana Carrera, 1949
- S. claripennis (Schiner, 1867)
- S. clavigera (Rondani, 1850)
- S. clavigeroides Papavero, 1975
- S. corsair Bromley, 1951
- S. flukei Carrera, 1952
- S. frosti Bromley, 1951
- S. gyrophora (Schiner, 1868)
- S. lanei Carrera, 1949
- S. lenkoi Papavero, 1975
- S. mendax Curran, 1934
- S. mundata (Wiedemann, 1828)
- S. notata Bigot, 1878
- S. ornata (Wiedemann, 1819)